# 西岡京治
西岡 京治（にしおか けいじ、1933年〈昭和8年〉2月14日 - 1992年〈平成4年〉3月21日）は、海外技術協力事業団に所属して活動した日本人農業指導者、植物学者。
ブータンの農業の発展に大きく貢献し、「ブータン農業の父」といわれる。ブータン国王から「最高に優れた人」を意味する「ダショー」の称号を贈られ、現地ではダショー・ニシオカとも呼ばれる。

## 年表・年譜
- 1933年（昭和8年）2月14日 - 日本統治時代の朝鮮の京城府（現：大韓民国ソウル）で、解剖学者の西岡辰蔵･利恵夫妻の長男として生まれる。
- 1945年（昭和20年） - 第二次世界大戦後、日本に帰国して大阪府八尾市に移住する。
大阪府立八尾高等学校卒業後、大阪府立大学農学部（現・生命環境科学部）に進学。部活動は海外農業研究会に所属していた。
大阪府立大学大学院農学研究科に進み、中尾佐助に師事する。大阪市立大学大学院理学研究科研究生として川喜田二郎の薫陶を受ける。
- 1958年（昭和33年） - 川喜田を隊長とする大阪市立大学西北ネパール学術調査隊に参加し、このとき、二条大麦および六条大麦の野生種を発見する。この発見は、大麦栽培史の空白部分を補完する重要な学術業績となった。
- 1961年（昭和36年） - 大阪府立園芸高等学校教諭になる。結婚。
- 1962年（昭和37年） - 大阪府立大学東北ネパール学術探検隊に副隊長として参加。
- 1964年（昭和39年） - ブータンに海外技術協力事業団（現・国際協力機構）のコロンボ・プランの農業指導者として里子夫人とともに赴任。赴任当初はインド人が大半を占める農業局から冷遇を受け、試験農場すらまともに用意されなかったという。そのような中、28年間に渡り日本から導入した野菜の栽培および品種改良・荒地の開墾など、ブータンの農業振興に尽力する。西岡の振興策は援助側の一方的な施策の押し付けではなく現地の実状に即した漸進的なものであった。このため、成果の確実性と定着性において他に例を見ないほどの成功を収め、農法にとどまらず産業・生活の基盤改善に大きく寄与した。
- 1980年（昭和55年） - 当時のジグミ・シンゲ・ワンチュク国王から「国の恩人」として、民間人に贈られる最高の爵位である「ダショー」を授かり、同国において唯一にして史上初の外国人受爵者となった。
- 1992年（平成4年） - 3月21日 帰国直前、敗血症に罹り、ブータンの首都ティンプーの病院で死去（59歳没）。3月26日 ブータン王室およびブータン政府によって西岡京治の国葬が執り行われ、遺体は夫人の意向に従ってパロ盆地（cf. パロ）が見渡せる丘にある葬儀場に埋葬された[2]。
- 「この国は貧しい。しかしそれぞれが幸せに思える国になってほしいと願いを込めて、わたしの持っている農業の知識をブータンの人々に教え続けた28年間は無駄ではなかった。」という名言がある

没後
西岡はブータンにおける「近代農業の父」として記憶されており、ブータン南部の集落であるパンパンの吊り橋には、彼の名が付けられた「西岡ザム」という吊り橋が設置されている。

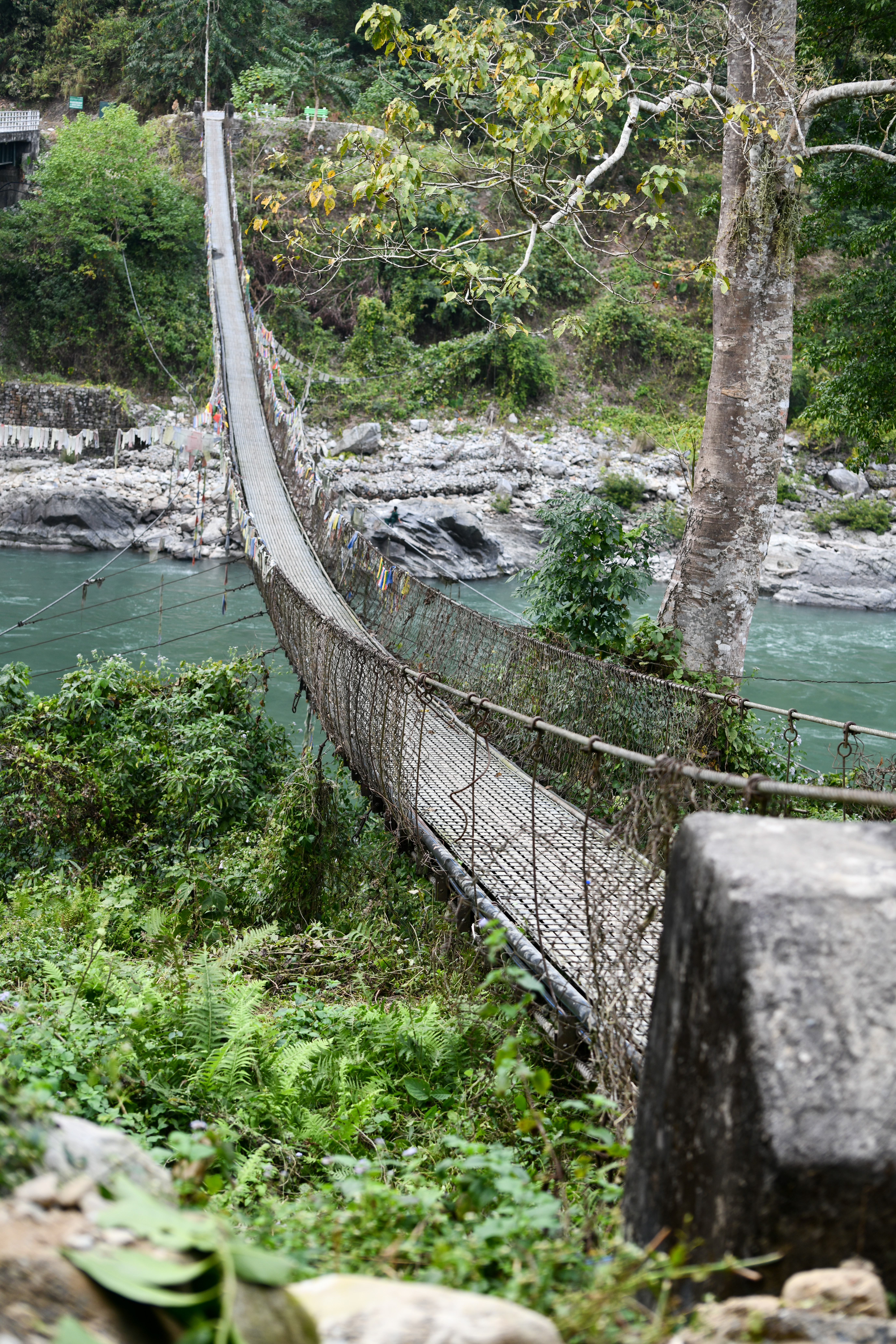
パンバンにある西岡ザム

- 2006年（平成18年） - 日本の中学校の道徳資料集『中学生道徳 あすを生きる 3』（日本文教出版）と英語教科書『TOTAL ENGLISH 3』（学校図書）が、資料・教材に西岡京治を採用した[3][4]。
- 2014年（平成26年） - 功績をたたえる記念館がパロの国立農業機械化センター内に完成し、6月17日に記念式典が開かれた[5]。

## 著書
- 中尾佐助共著『ブータンの花』朝日新聞社、1984年　のち北海道大学出版会
- 西岡里子著、西岡京治写真『ブータン神秘の王国』学習研究社、1978 NTT出版、1998年